# أمي تي رانجي
أمي تي رانجي (بالإنجليزية: Ami - Te - Rangi)‏ في الميثولوجيا البولينيزية هو رب السماء البولينيزي، الذي يسحب “ملائكته من بني البشر القاطنين في الأرض إلى السماء بالشباك، ويلتهمهم هناك.
في أساطير المانجا في جزر كوك، يعتبر Amai-te-rangi شيطان السماء. في يوم من الأيام، يفاجأ الناس في هذا العالم برؤية سلة كبيرة (يقول البعض "شص سمك كبير") يتم إنزاله من السماء. البعض، فضولي، يصعد إلى السلة ويتم رفعه سريعًا بعيدًا عن الأنظار، ولا يعود أبدًا. يحب Amai-te-rangi اللحم البشري، فاخترع السلة وحبالها كوسيلة لإرضاء جوعه من خلال اصطياد البشر. وقد سمع أيضًا عن براعة نجارو فصمم على الإمساك به.